# Udara
« Vaga (sous-genre) » redirige ici. Pour les autres significations, voir Vaga.
Genre
Sous-genres de rang inférieur
- Udara
- Selmanix
- Penudara
- Perivaga
- Vaga

Udara est un genre de lépidoptères (papillons) de la famille des Lycaenidae et de la sous-famille des Polyommatinae.

## Distribution géographique
Les Udara sont présents en Asie du Sud et du Sud-Est et en Océanie, sur une aire de répartition s'étendant de l'Inde à l'Australie, et particulièrement à Ceylan, aux Philippines, à Java, Sumatra, Bornéo et en Nouvelle-Guinée. Une espèce (Udara blackburni) est endémique d'Hawaï.

## Systématique
Le taxon Udara a été décrit en 1928 par l'entomologiste néerlandais Lambertus Johannes Toxopeus (en) en tant que sous-genre du genre Celastrina, et avec pour espèce type Polyommatus dilectus  Moore, 1879,. Udara a par la suite été élevé au rang de genre et à son tour divisé en sous-genres.

## Liste des espèces
Ce genre comprend actuellement une quarantaine d'espèces, réparties dans cinq sous-genres, :
- Sous-genre Udara Toxopeus, 1922 (synonyme : Akasinula Toxopeus, 1928)
  - Udara cardia (Felder, 1860)
  - Udara dilectus (Moore, 1879)
  - Udara rona (Grose-Smith, 1894)
  - Udara placidula (Druce, 1895)
  - Udara cyma (Toxopeus, 1927)
  - Udara coalita (de Nicéville, 1891)
  - Udara akasa (Horsfield, [1828])
  - Udara camenae (de Nicéville, 1895)
  - Udara toxopeusi (Corbet, 1937)
  - Udara aristinus (Fruhstorfer, 1917)
  - Udara singalensis (Felder, 1868)
  - Udara tenella (Miskin, 1891)
  - Udara lanka (Moore, 1877)
  - Udara dilectissima (Druce, 1895)
  - Udara aristius (Fruhstorfer, 1910)
  - Udara etsuzoi Eliot & Kawazoé, 1983
  - Udara masinissa (Fruhstorfer, 1910)
  - Udara drucei (Bethune-Baker, 1906)
  - Udara serangana Eliot & Kawazoé, 1983
  - Udara renevieri Braby & Müller, 2013

- Sous-genre Selmanix Eliot & Kawazoé, 1983
  - Udara ceyx (de Nicéville, [1893])
  - Udara selma (Druce, 1895)
  - Udara santotomasana Eliot & Kawazoé, 1983
  - Udara aemulus Eliot & Kawazoé, 1983
  - Udara wilemani Eliot & Kawazoé, 1983
  - Udara nishiyamai Eliot & Kawazoé, 1983

- Sous-genre Penudara Eliot & Kawazoé, 1983
  - Udara albocaerulea (Moore, 1879)
  - Udara oviana (Fruhstorfer, 1917)
  - Udara tyotaroi Eliot & Kawazoé, 1983

- Sous-genre Perivaga Eliot & Kawazoé, 1983
  - Udara owgarra (Bethune-Baker, 1906)
  - Udara meeki (Bethune-Baker, 1906)
  - Udara cybele Eliot & Kawazoé, 1983
  - Udara manokwariensis (Joicey & Noakes, 1916)
  - Udara laetitia Eliot & Kawazoé, 1983
  - Udara pullus (Joicey & Talbot, 1916)
  - Udara sibatanii Eliot & Kawazoé, 1983
  - Udara kodama Eliot & Kawazoé, 1983
  - Udara davenporti Parsons, 1986
  - Udara antonia Eliot & Kawazoé, 1983

- Sous-genre Vaga Zimmerman, 1958
  - Udara blackburni (Tuely, 1878) — à Hawaï.

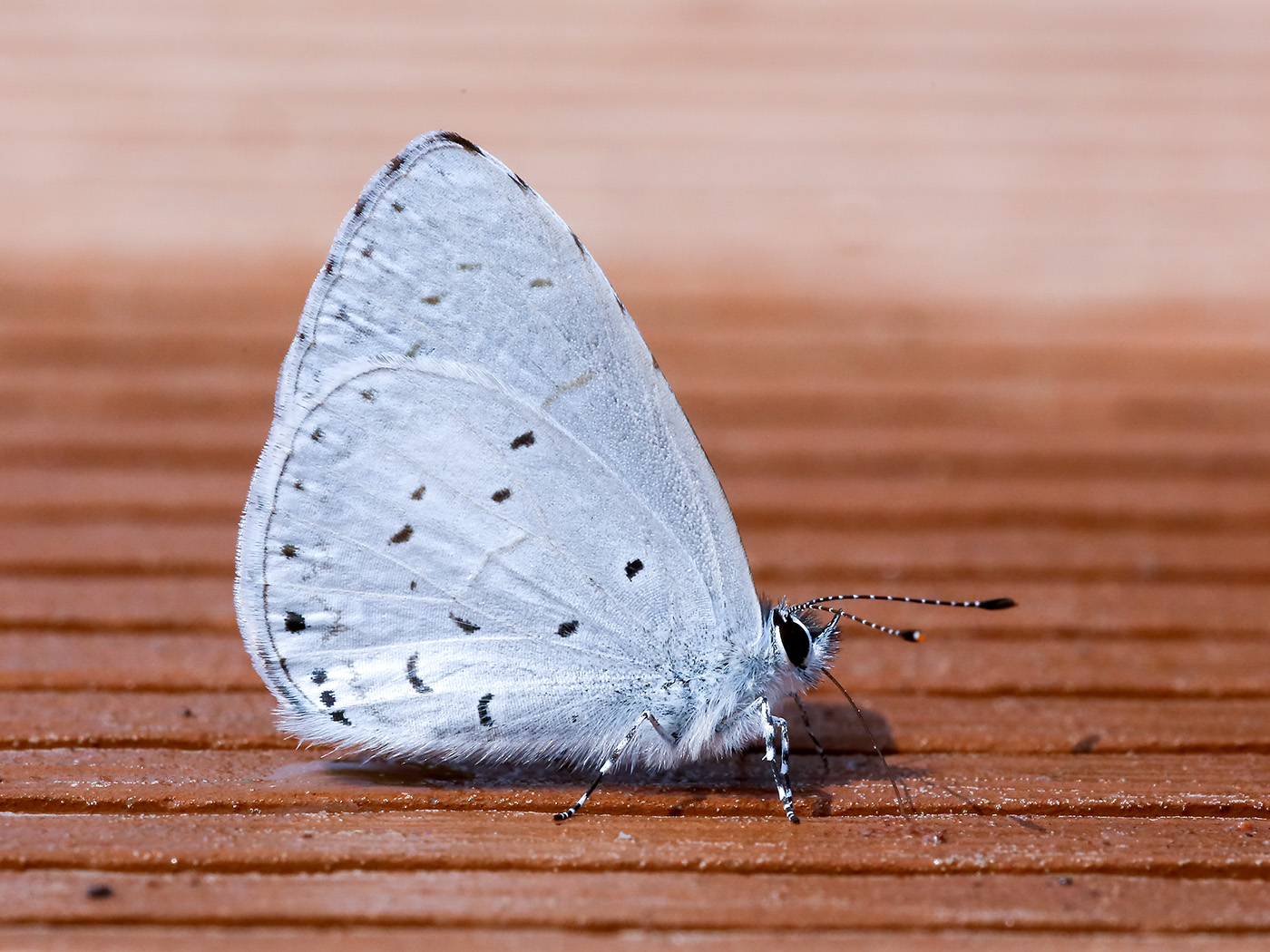
Udara dilectus
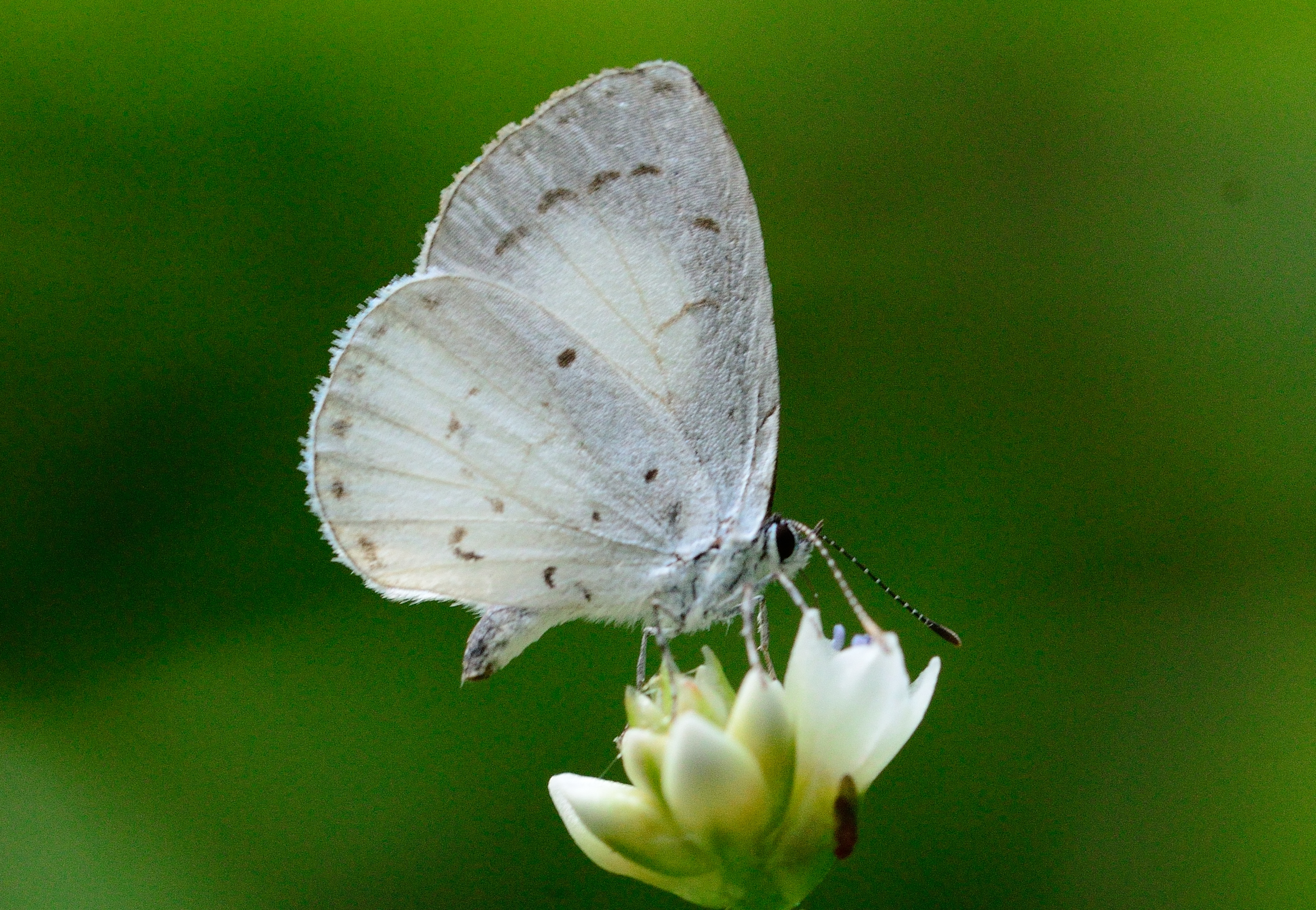
Udara akasa
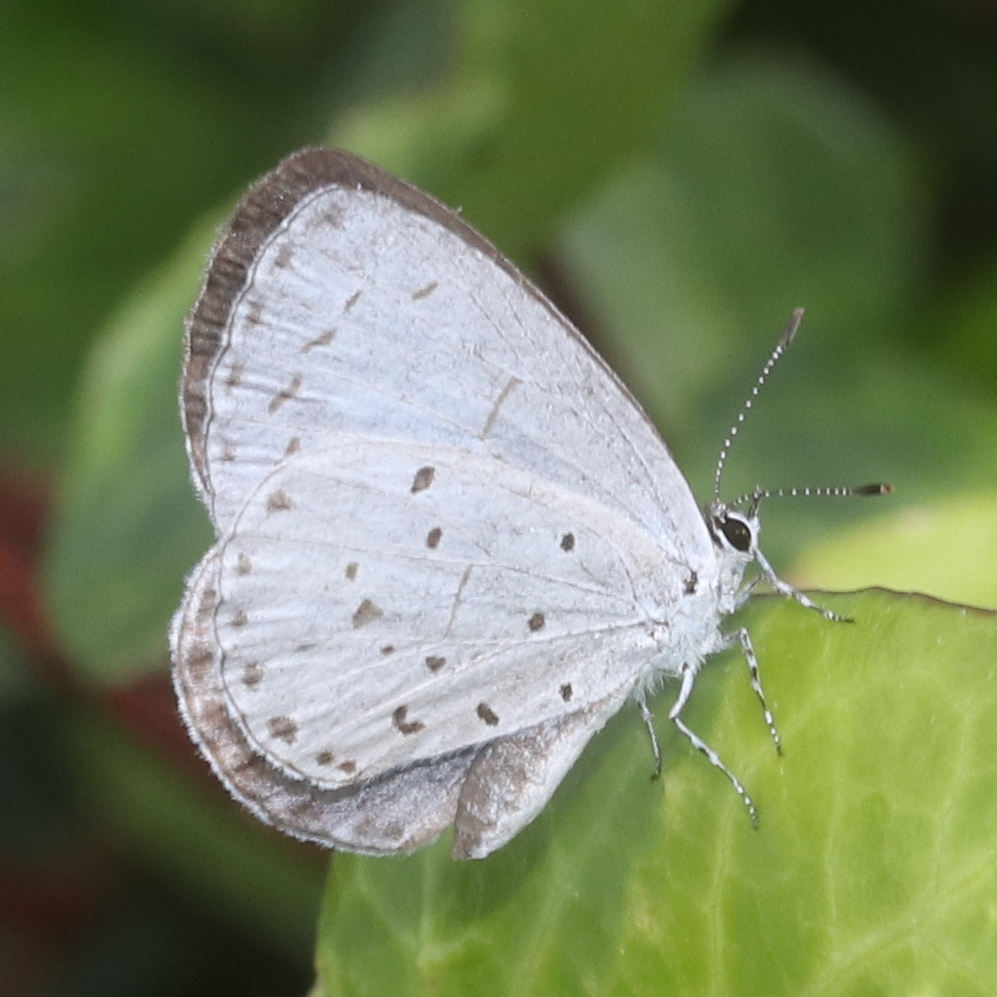
Udara albocaerulea
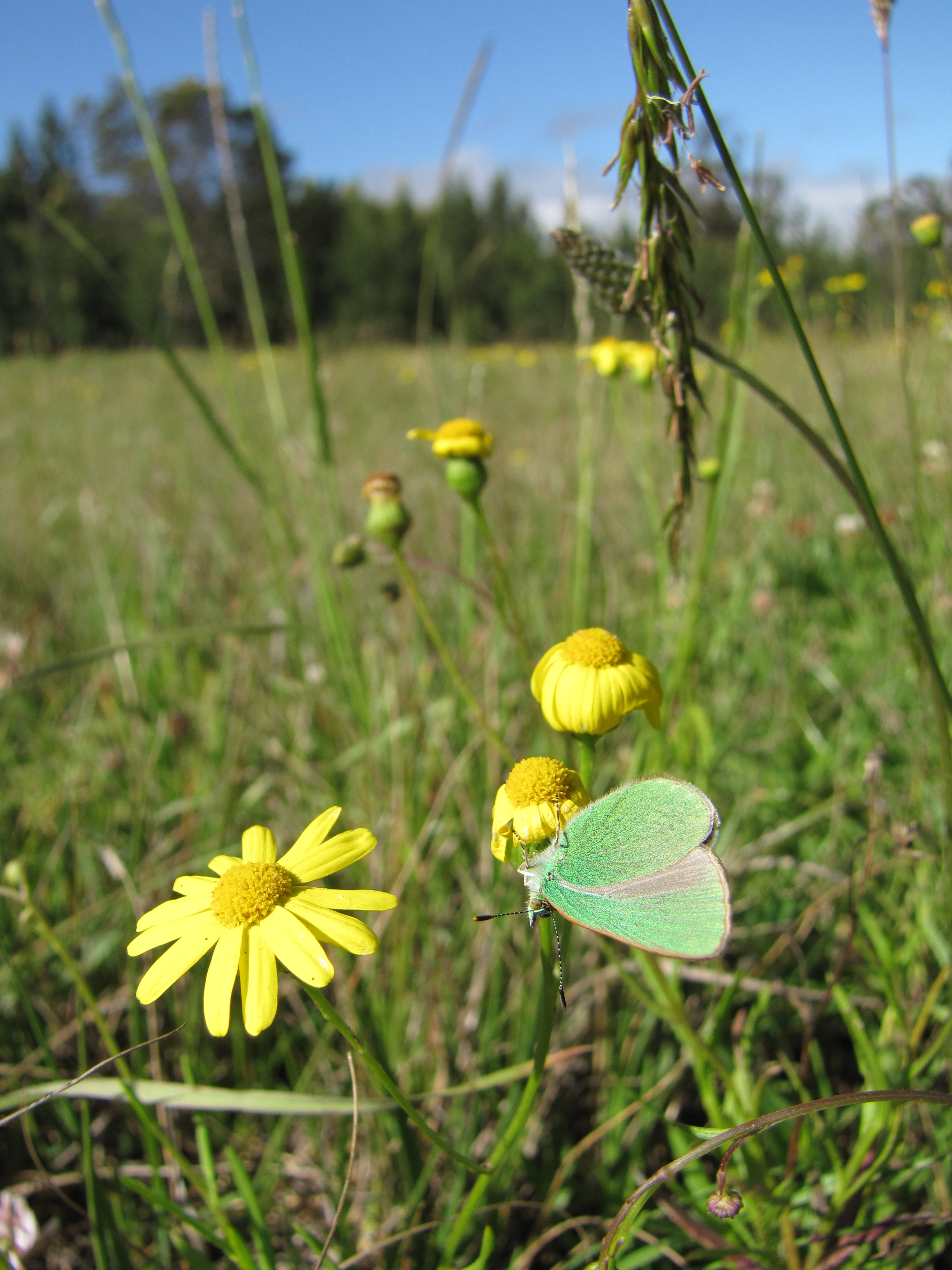
Udara blackburni